# Championnat du Pérou de football 1954
Navigation
Saison précédente Saison suivante
La saison 1954 du Championnat du Pérou de football est la vingt-sixième édition du championnat de première division au Pérou. Les dix clubs participants sont regroupés au sein d'une poule unique où ils s'affrontent deux fois au cours de la saison, à domicile et à l'extérieur. À la fin de la compétition, le dernier du classement est relégué et remplacé par le champion de Segunda División, la deuxième division péruvienne.
C'est le club de l'Alianza Lima qui remporte la compétition après avoir terminé en tête du classement final du championnat, avec trois points d'avance sur le Sporting Tabaco et six sur Universitario de Deportes. C'est le 10e titre de champion du Pérou de l'histoire du club.
Le tenant du titre, Mariscal Sucre, rate complètement sa saison et termine à l'avant-dernière place du classement, à trois points de la relégation.

## Les clubs participants
| - Alianza Lima - Sport Boys - Mariscal Sucre - Universitario de Deportes - Ciclista Lima | - Atlético Chalaco - Club Centro Deportivo Municipal - Sporting Tabaco - Centro Iqueño - Carlos Concha - Promu de Segunda Division |

## Compétition
Le barème utilisé pour établir le classement est le suivant :
- Victoire : 2 points
- Match nul : 1 point
- Défaite, forfait ou abandon : 0 point

### Classement
| Rang | Équipe                          | Pts | J  | G  | N | P  | Bp | Bc | Diff |
| ---- | ------------------------------- | --- | -- | -- | - | -- | -- | -- | ---- |
| 1    | Alianza Lima                    | 27  | 18 | 12 | 3 | 3  | 45 | 27 | +18  |
| 2    | Sporting Tabaco                 | 24  | 18 | 11 | 2 | 5  | 41 | 32 | +9   |
| 3    | Universitario de Deportes       | 21  | 18 | 9  | 3 | 6  | 38 | 26 | +12  |
| 4    | Centro Iqueño                   | 20  | 18 | 7  | 6 | 5  | 25 | 22 | +3   |
| 5    | Ciclista Lima                   | 19  | 18 | 9  | 1 | 8  | 26 | 24 | +2   |
| 6    | Atlético Chalaco                | 17  | 18 | 6  | 5 | 7  | 36 | 31 | +5   |
| 7    | Sport Boys                      | 16  | 18 | 5  | 6 | 7  | 22 | 29 | -7   |
| 8    | Club Centro Deportivo Municipal | 15  | 18 | 6  | 3 | 9  | 27 | 33 | -6   |
| 9    | Mariscal Sucre (T)              | 12  | 18 | 5  | 2 | 11 | 26 | 33 | -7   |
| 10   | Carlos Concha (P)               | 9   | 18 | 3  | 3 | 12 | 18 | 47 | -29  |

|  | Champion du Pérou 1954                                |
|  | Relégation directe en Segunda División                |
|  | (T) : Tenant du titre (P) : Promu de Segunda Division |

## Bilan de la saison
| Championnat du Pérou de football 1954 |                          |
| Champion                              | Alianza Lima (10e titre) |
| Promotions et relégations             |                          |
| Promus en Primera División            | Unión Callao             |
| Relégués en Segunda División          | Carlos Concha            |